# Pandèmia de COVID-19 a Itàlia
L'expansió de la pandèmia per coronavirus de 2019-2020 a Itàlia es va detectar el 31 de gener de 2020 amb el cas de dos turistes xinesos que tingueren resultats positius a la prova del Covid-19 a Roma. Un focus d'infeccions es va revelar successivament el 21 de febrer arran de 16 casos confirmats a Lombardia, a la ciutat de Codogno (província de Lodi), que pujaren fins a 60 l'endemà, alhora amb les primeres víctimes mortals comptabilitzades aquells mateixos dies.
El 23 de febrer el Consell dels ministres de la República Italiana va publicar el decret-llei n. 6, que decretà el tancament total de les localitats amb focus actius i la suspensió dels esdeveniments que s'hi havien de, o podien, realitzar. Durant els dies següents el primer ministre Giuseppe Conte va divulgar una sèrie de decrets ministerials (DPCM en italià) amb mesures de restriccions que es feren progressivament més rígides i s'aplicaren després a tot el territori italià mitjançant els DPCM del 25 de febrer, de l'1 de març, del 4 de març, del 8 de març, de l'11 de març, del 22 de març, i de l'1 d'abril del 2020.
Davant les xifres esfereïdores de la propagació del virus i les víctimes mortals, l'11 de març el govern italià decretà el tancament de totes les activitats no necessàries, deixant obertes només les farmàcies i els comerços d'alimentació.
El 19 de març, el país de Dante esdevingué l'estat amb el total més elevat de morts per coronavirus del món tot i els dubtes sobre la veracitat de les dades xineses.
En data del 18 d'abril, Itàlia comptava 175.925 casos confirmats, 44.927 persones guarides i 23.227 víctimes mortals.

## Cronologia

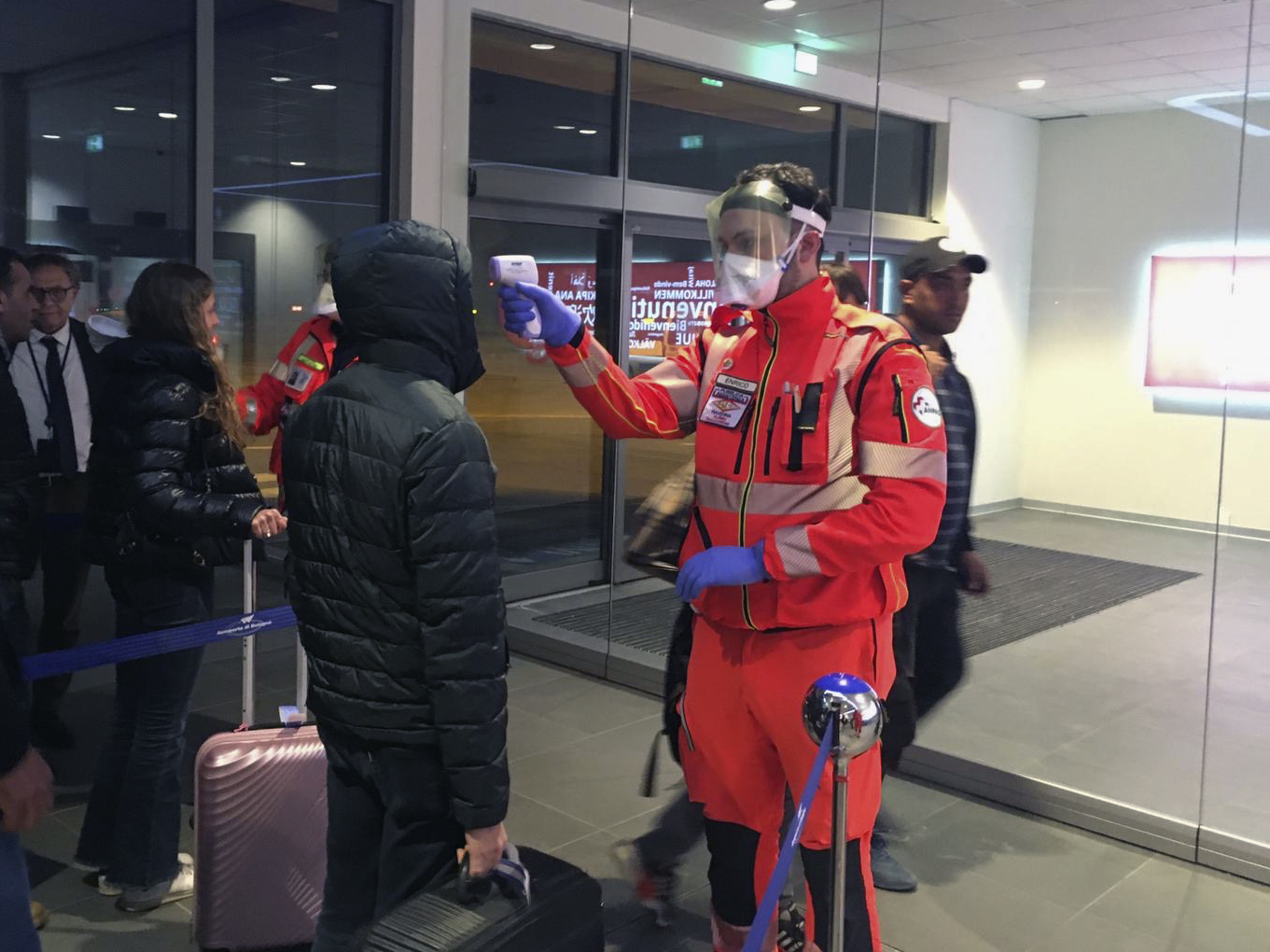
Controls sanitaris a l'Aeroport Giuseppe Marconi de Bolonya

Nombre de casos confirmats per província
(el 6 d'abril):
Entre 10 i 99 casos confirmats
Entre 100 i 499 casos confirmats
Entre 500 i 999 casos confirmats
Entre 1000 i 4.999 casos confirmats
Entre 5.000 i 9.999 casos confirmats
Més de 10.000 casos confirmats

El 31 de gener, s'anunciaren els dos primers casos de COVID-19, una parella de turistes xinesos de 66 i 67 anys originaris de la província de Hubei que es trobava a Roma. Havien arribat a Milà el 23 de gener a partir de l'Aeroport de Milà-Malpensa i després havien anat fins a Roma en un autobús turístic. Després d'obtenir resultats positius, foren admesos a l'Institut Nacional Lazzaro Spallanzani per a Malalties Infeccioses. Per a limitar l'expansió de la malaltia, el govern italià va suspendre aleshores tots els vols amb la Xina i declarà l'estat d'emergència. El Primer ministre Giuseppe Conte va anunciar llavors que Itàlia era el primer país de la Unió Europea que executava una mesura de precaució d'aquesta mena.
El 2 de febrer, en poc menys de 48 hores de l'hospitalització dels dos turistes xinesos a l'Institut Spallanzani de la capital italiana, els viròlegs van aconseguir aïllar la seqüència genòmica del virus.
El dia 3 foren repatriats de la Xina, a bord d'un vol especial de l'Aeronàutica militar italiana, 56 ciutadans italians residents a Wuhan, que es veieren transferits posteriorment en quarantena a la ciutadella militar de la Cecchignola.
El 6 de febrer, un dels italians que havien estat repatriats de la ciutat xinesa de Wuhan va tenir resultats positius a la prova del COVID-19, apujant així el total de casos confirmat a Itàlia a tres.

### L'expansió brusca a Lombardia
La propagació del virus a Lombardia es va fer palesa quan un italià de 38 anys de Codogno, ciutat mitjana de la província de Lodi, va resultar positiu al COVID-19. Segons la seva dona havia tingut contactes amb un amic que havia tornat de la Xina el 21 de gener. Aquest, més endavant, va tenir resultats negatius a la prova però. El 14 de febrer, com que no se sentia bé va anar a veure un metge a Castiglione d'Adda que només li va receptar medicaments per la grip.
El 16 de febrer, quan la condició de l'home es va deteriorar més, es dirigí a l'Hospital de Codogno, on feu saber que patia de problemes respiratoris. Inicialment, arran de l'absència de sospita de presència del virus a l'àrea, no es va aplicar cap mesura preventiva particular, i doncs el virus pogué estendre's per l'hospital, infectant els altres pacients i el personal hospitalari.
El 23 de febrer s'anuncià la mort d'una dona de 68 anys, que patia de càncer. Finà a Crema, esdevenint la tercera víctima italiana del virus. El nombre de casos al país va pujar fins a 152 aquell mateix dia, incloent-hi 14 pacients en convalescència al Policlínic San Matteo de Pàvia. L'endemà, va ser un home de 84 anys de Villa di Serio amb problemes mèdics que va morir a Bèrgam mentre estava hospitalitzat a l'Hospital Papa Giovanni XXIII. Un altre home gran de 88 anys de Caselle Landi, però que residia a Codogno, finà el mateix dia.

## Dades estadístiques
Evolució del nombre de persones infectades amb COVID-19 a Itàlia
Evolució del nombre de nous casos confirmats (per dia) a Itàlia
Evolució del nombre de persones guarides del COVID-19 a Itàlia
Evolució del nombre de morts del COVID-19 a Itàlia
Evolució del nombre de noves víctimes mortals de COVID-19 per dia a Itàlia

Síntesi dels casos confirmats, persones guarides, i morts de COVID-19 a Itàlia